# G-onらいだーす
『G-onらいだーす♥』（ジオンらいだーす）はTNK・SHAFT共同制作による日本のテレビアニメ作品。
2002年7月2日から10月1日までWOWOWのノンスクランブル枠で放送された
登場する女の子すべてがめがねっ娘という大胆な設定であった。月刊コミック電撃大王にて漫画化もされた。

## あらすじ
謎の宇宙人の攻撃にさらされている昭和119年の地球。真田博士は、宇宙人の侵略から地球を守る最後の切り札として、次世代兵器"G-on"(ジオン)を開発した。そのメガネ型の兵器は、思春期の美少女が装着することで、少女が秘めた様々なトキメキを剣の形に具現化するというものだった。G-onに適合した3人の美少女・ユウキ、セーラ、ヤヨイにより結成された"G-onライダース"は、地球の危機を救おうと立ち上がる…。

## 登場人物

### 地球陣営
倉間ユウキ（くらま ユウキ）
声 - 島涼香
主人公。16歳。太い黒縁眼鏡を着用。
星川学園に転入早々G-onらいだーすの一員となる。九州出身の女の子で、まるで忍者のような技を使い、また、すぐに誰とでも仲良くなろうとする。天然で、着替える際によくイチゴ柄のショーツを穿き忘れる。戦闘時は他の2人とは違い、普段から着用しているセーラー服のまま戦う。武器は刀身まで木製の大剣でブーメランや飛行形態に変形する「風林火山」。一人称は「僕」。
嵐山セーラ（あらしやま セーラ）
声 - 南央美
G-onらいだーすの一員。17歳。レンズが小さめでテンプルの折れ曲がった丸眼鏡。
不良少女だが敬虔なクリスチャン。破天荒で名誉欲が強いが仲間思いの性格の持ち主。6話にてコスモ番長に変身した一朗に助けられ惚れる。その一方で敵には容赦しない。戦闘時にはシスターの様なコスチュームを着用。武器はパンチアームを搭載した両手剣の「ゴッドブレス」。
星川ヤヨイ（ほしかわ ヤヨイ）
声 - 倉田雅世
G-onらいだーすの一員。16歳。大きい丸眼鏡。
やや内気な性格のお嬢様で、男性に免疫がなく男性を10ｍ以内に入る事を恐れている。5話にて祖父の暴挙を追求した一朗に惚れる。セーラに対してはかなり毒舌。弓道着のようなコスチュームを着用。武器は薙刀から弓に変形可能な「雪月華」。
鯨井仙三郎
声 - 堀内賢雄
星川学園の校長にしてG-onらいだーすの司令官。本郷一朗の実の父親でもある。常にサングラスを着用し、口髭を蓄えておりナイスミドルを気取っているが、非常時には取り乱し、いざという時に頼りにならない。ポエムに興味を持っている。48歳。
本郷一朗
声 - 檜山修之
星川学園の生徒。16歳。熱血漢でユウキの事が好き。第1話で拾った、ユウキが落としたイチゴのパンツを返せないで困っている。
実は真田博士に改造されたサイボーグ。体内に青春のモヤモヤしたパワーが蓄積すると無敵のパワー誇る広島弁丸出し（声を担当する檜山は広島出身）の古風なコスモ番長に変身し、ユウキたちと共に戦う。変身時はヒーロー風のマスクを装着する。
星川重蔵
声 - 中博史
ヤヨイの祖父で、孫娘とは反対に厳格で強気な性格の持ち主。財閥総帥であり、G-onらいだーすの総責任者でもある。
小田切シノブ
声 - 浅野真澄
ヤスコと共にG-onらいだーす基地の通信・整備を担当。
三浦ヤスコ
声 - 折笠奈緒美
真田ミオ（さなだ ミオ）
声 - 久川綾
星川学園の保健担当の校医であり、GRAのエージェントにしてG-onを開発した博士。数年前から28歳を名乗っている。様々なオーバーテクノロジーを操る。キメゼリフは「こんなこともあろうかと」。一朗がコスモ番長に変身するためにいろんな意味で協力したりしている。

### 宇宙人陣営

#### ロリベーダーズZ
宇宙のあらゆる星々から『侵略』を請け負う侵略代行会社。毎回苦しい台所事情を遣り繰りして侵略に勤しむ。
アンドロイドのゼロを除く全員が幼い少女で構成されている。
マコ
声 - 水橋かおり
ロリベーダーズのリーダー。9歳。小さい鼻眼鏡。
真田ミオの姉（浦島効果のために年齢が逆転してしまった）。お姉さん的な性格。経理とクライアントとの折衝を担当するが、頭のアンテナによってクライアントの電波呪縛を受け、物語中盤以降は完全に乗っ取られていた。
パオ
声 - 町井美紀
ロリベーダーズの行動隊員。9歳。サングラス。
おてんばで破天荒な性格。ネコと恐竜を組み合わせたようなコスチュームに身を包む。魚の開きをモチーフにした宇宙に4丁しかない伝説の『漁師の銃』コスモフィッシュガンを持つ。
アイ
声 - 上村貴子
ロリベーダーズの一員。9歳。ゴーグル。
可愛いファンシー獣を開発するメカニック。気が弱く優しい性格と可愛い笑顔が相まって母性が漂う。ポエムが好き。
ゼロ
声 - 田村ゆかり
ロリベーダーズのメイドを務めるアンドロイド。横長の眼鏡。
両肩に超小型ミサイルランチャーを備え、G-onの斬撃さえ受け止める超合金トレーを盾にして戦う。体内にコスモメガトン爆弾を内蔵しており、いざという時は自爆も辞さない。最初は感情がなかったが、男性サイボーグであるコスモ番長と対峙することで乙女チップが発動し、コスモ番長の前ではドジっ娘メイドに。
ファンシー獣
声 - 浅野真澄
アイが生み出す地球征服用の戦闘獣で、その名の通りファンシーで可愛い外見をしている。パオが乗り込む。

#### クライアント
地球侵略をロリベーダーズに依頼した侵略会社。姿は見せずマコの頭のアンテナにテレパシーで指令を送ってくる。
リロ
声 - 釘宮理恵
遅々として進まない侵略に業を煮やして姿を表した。外見はロリベーダーズより更に幼い5歳児。外部のクライアントを装っていたが実はロリベーダーズの総支配人。真田ミオ博士がかつてロリベーダーズZの兵器開発担当だったミオちゃんであることを看破していた。地球を征服しようとするが、本当は優しい心の持ち主。改心したあとは太い黒縁眼鏡をかける。

## 用語
G-onらいだーす
G-onを装備して戦う少女戦士。放送開始時点ではセーラとヤヨイがこれに該当する。
ときめき力
「りょく」ではなく「ちから」。年頃の少女の乙女心からなる力。
G-on
真田博士が開発した眼鏡型の対宇宙人次世代兵器。かけた少女のときめき力を武器の形に具現化する。ある秘密が隠されている。
GRA（ゴルア）
正式名称は「Grand Refrect Armed」。防衛庁直轄の対宇宙人秘密組織。ロゴは無理矢理眼鏡の形に描かれている。
国立聖星川学園
G-onらいだーす育成のためにGRAが設立した学校。なぜか共学（健全な乙女心を育成するのに男の子の存在は不可欠、と真田博士が主張したためという）。女子生徒は眼鏡着用が必須。新入生が来ると抜き打ち身体測定が行われるが、これこそがG-onらいだーすの適合試験である。
いざという時は校舎はフォートレスモードに変形しロボット形態になる。最終兵器『ゴルァミサイル』の発射の発動キーはブリッジ要員であるシノブとヤスコのメガネになっている。
コミカライズ版では国外に姉妹校が多数存在し、量産型G-onを着用した女生徒たちが世界各地で戦っていた。

## スタッフ
- 原作 - KATSUZO、TNK
- 監督 - 木村真一郎
- シリーズ構成 - 水上清資
- キャラクターデザイン・総作画監督 - 平田雄三
- メカニックデザイン - 森木靖泰
- アクションディレクター - 椛島洋介
- キーアニメーター - 金子ひらく
- 美術監督 - 吉原俊一郎
- 色彩設定 - 植木義則
- 撮影監督 - 岡崎英夫
- 編集 - 秋山涼路（第1話 - 第13話）、植松淳一（第14話）
- 音楽 - 山中紀昌
- 音響監督 - 高橋秀雄
- プロデューサー - シバタミツテル
- アニメーション制作 - TNK × SHAFT
- 製作 - G-on PROJECT

## 主題歌
オープニングテーマ 「トキメイテ、G-on G!」
作詞 - Sayu / 作曲・編曲 - 津田直士 / 歌 - G-onライダース（島涼香、南央美、倉田雅世）
エンディングテーマ 「ミラクル☆パジャマ」
作詞 - 仲道哲二 / 作曲・編曲 - 津田直士 / 歌 - ロリベーダーズZ（水橋かおり、町井美紀、上村貴子、田村ゆかり）
第13話エンディングテーマ 「Yell」
作詞・作曲 - 神崎真由美 / 編曲 - 小長井映 / 歌 - Cutie Pai
挿入歌 「reflection love」（第5・9・13話）
作詞・作曲 - 神崎真由美 / 編曲 - 小長井映 / 歌 - Cutie Pai

## 各話リスト
Glass.14のみ、映像特典として第7巻の映像ソフトに収録。
| 話数     | サブタイトル           | 脚本     | 絵コンテ   | 演出       | 作画監督            | ファンシー獣        |
| -------- | ---------------------- | -------- | ---------- | ---------- | ------------------- | ------------------- |
| Glass.1  | 飛び出せ! イチゴ       | 水上清資 | 木村真一郎 | 木村真一郎 | 倉嶋丈康            | イカ型 イカ型2号    |
| Glass.2  | メガネとはなんだ       | 水上清資 | 島津奔     | 山口頼房   | 内田順久            | 太陽型              |
| Glass.3  | おこれ! セーラだ       | 水上清資 | 米田光宏   | 米田光宏   | 藤沢俊幸            | クジラ型            |
| Glass.4  | 特訓ド真中!            | 木村暢   | 光石たろう | 山口頼房   | 晶貴孝二            | ハート型 モチウス型 |
| Glass.5  | ヤヨイ一直線           | 水上清資 | 福多潤     | 岡嶋国敏   | 中澤勇一            | 鶏型                |
| Glass.6  | 修行ですよ             | 水上清資 | 長井龍雪   | 長井龍雪   | 倉嶋丈康            | 豚型                |
| Glass.7  | 男女7人海物語          | 木村暢   | 山中英治   | 山崎茂     | 大田和寛            | なし                |
| Glass.8  | 万年ヤラレと呼ばれて   | 水上清資 | 島津奔     | 安形裕篤   | 川口恵              | 狸型                |
| Glass.9  | メイド衣装は誰が着る   | 水上清資 | 安田賢司   | 浅見松雄   | 椛島洋介            |                     |
| Glass.10 | ゲッチュー時代         | 木村暢   | 遠藤広隆   | 遠藤広隆   | 立石聖              |                     |
| Glass.11 | マコに何が起こったか   | 水上清資 | 島津奔     | 山本恵     | 細田直人            |                     |
| Glass.12 | 真田博士はふり向かない | 水上清資 | 島津奔     | 江島泰男   | 大河原晴男          |                     |
| Glass.13 | ふぞろいのイチゴたち   | 水上清資 | 木村真一郎 | 木村真一郎 | 平田雄三 川口恵     |                     |
| Glass.14 | アンドロ白書           | 水上清資 | 木村真一郎 | 木村真一郎 | 渡辺とおる 椛島洋介 | なし                |

## ラジオ
アニメの放送に先立ち、2002年3月からラジオ番組『La G-onらいだーす -メガネちっくNight-』が放送された。全32回。パーソナリティは、島涼香、南央美、倉田雅世。
放送終了後はインターネットラジオに移行し、2002年10月から12月まで『La G-onらいだーす -おとメガねっと-』が配信された。全11回。

### La G-onらいだーす -メガネちっくNight-
概要
放送期間：2002年3月2日 - 10月5日（全32回）
パーソナリティ：島涼香（倉間ユウキ役）、南央美（嵐山セーラ役）、倉田雅世（星川ヤヨイ役）
放送局：TBSラジオ
放送時間：土曜日 25時30分 - 26時00分
コーナー
僕たちメガネっ娘だーい好き!
メガネっ娘の魅力、メガネにまつわるエピソードなどを募集。
花咲け乙女心!
恋愛に関する相談にパーソナリティ3人がアドバイスを送る。
ユウキの「こがんとはじめて」
リスナーの身の周りで起こった変わった出来事や、変わった行事などを募集。
セーラの「祈りなさい」
後悔していることや、友人への謝罪などを告白する懺悔コーナー。
ヤヨイの「リラックスしましょ」
リラクゼーショングッズなどリラックスに関する情報を募集。
ラジオドラマ

### La G-onらいだーす -おとメガねっと-
概要
配信期間：2002年10月17日 - 12月26日（全11回）
パーソナリティ：島涼香（倉間ユウキ役）、南央美（嵐山セーラ役）、倉田雅世（星川ヤヨイ役）
配信日：毎週木曜日
ゲスト
第7回：水橋かおり（マコ役）
第10回：田村ゆかり（ゼロ役）

## 関連商品

### ドラマCD
G-on らいだーす ドラマCD Glass.1
発売日：2002年5月25日、品番：MACA-1144
ラジオドラマ「出動、G-on ライダース!」、新作ドラマ「アンドロメイドは、見た」を収録
G-on らいだーす ドラマCD Glass.2
発売日：2002年6月29日、品番：MACA-1145
ラジオドラマ「下請会社の華麗なる挑戦!」、新作ドラマ「ライダースの華麗なる挑戦!」を収録
G-on らいだーす ドラマCD Glass.3
発売日：2002年7月27日、品番：MACA-1146
ラジオドラマ「ハッピーホリデー大作戦!」、新作ドラマ「銭湯へ行こう!」を収録

### 漫画
G-onらいだーす
原作：KATSUZO、TNK / 作画：小野敏洋（『月刊コミック電撃大王』掲載）
2003年5月 メディアワークス発行 / ISBN 978-4-8402-2396-6